# 마산시의 국회의원

## 행정구역 변천
- 1945년 8월 15일 경상남도 마산부
- 1949년 8월 15일 경상남도 마산시
- 1973년 7월 1일 창원군 창원면·상남면·웅남면 편입
- 1980년 4월 1일 구 창원면·상남면·웅남면에 창원시 설치
- 1990년 7월 1일 구제 실시로 합포구·회원구 설치
- 1995년 1월 1일 마산시와 창원군 내서면·구산면·진동면·진북면·진전면을 통합하여 마산시 설치
- 2001년 1월 1일 합포구·회원구 폐지 이후 선거구에서 합포구 지역을 마산시 갑, 회원구를 마산시 을 선거구로 개칭
- 2010년 7월 1일 창원시, 마산시, 진해시가 통합하여 '창원시' 설치, 구 마산시는 마산합포구와 마산회원구로 분구

## 마산시의 역대 국회의원
| 대수         | 이름           | 소속정당   | 임기                               | 선거구역 | 개표결과 |
| ------------ | -------------- | ---------- | ---------------------------------- | --- | -------- |
| 제1대        | 권태욱(權泰郁) | 무소속     | 1948년 5월 31일 - 1950년 5월 30일  | 마산부 일원 | 보기     |
| 제2대        | 권태욱(權泰郁) | 무소속     | 1950년 5월 31일 - 1954년 5월 30일  | 마산시 일원 |          |
| 제3대        | 김종신(金鐘信) | 자유당     | 1954년 5월 31일 - 1958년 5월 30일  | 마산시 일원 |          |
| 제4대        | 허윤수(許潤秀) | 민주당     | 1958년 5월 31일 - 1960년 7월 28일  | 마산시 일원 |          |
| 제5대 민의원 | 정남규(鄭南奎) | 민주당     | 1960년 7월 29일 - 1961년 5월 16일  | 마산시 일원 |          |
| 제6대        | 강선규(姜善圭) | 민정당     | 1963년 12월 17일 - 1967년 6월 30일 | 마산시 일원 |          |
| 제7대        | 한태일(韓泰日) | 민주공화당 | 1967년 7월 1일 - 1971년 6월 30일   | 마산시 일원 |          |
| 제8대        | 황은환(黃銀煥) | 신민당     | 1971년 7월 1일 - 1972년 10월 17일  | 마산시 일원 |          |
| 제9대        | 이도환(李道煥) | 민주공화당 | 1973년 3월 12일 - 1979년 3월 11일  | 마산시·진해시·창원군 일원(제1선거구) |          |
| 제9대        | 황낙주(黃珞周) | 신민당     | 1973년 3월 12일 - 1979년 3월 11일  | 마산시·진해시·창원군 일원(제1선거구) |          |
| 제10대       | 박종규(朴鐘圭) | 민주공화당 | 1979년 3월 12일 - 1980년 7월 4일   | 마산시·진해시·창원군 일원(제1선거구) |          |
| 제10대       | 황낙주(黃珞周) | 신민당     | 1979년 3월 12일 - 1980년 10월 27일 | 마산시·진해시·창원군 일원(제1선거구) |          |
| 제11대       | 조정제(趙正濟) | 민주정의당 | 1981년 4월 11일 - 1985년 4월 10일  | 마산시 일원(제1선거구) |          |
| 제11대       | 백찬기(白璨基) | 민주사회당 | 1981년 4월 11일 - 1985년 4월 10일  | 마산시 일원(제1선거구) |          |
| 제12대       | 강삼재(姜三載) | 신한민주당 | 1985년 4월 11일 - 1988년 5월 29일  | 마산시 일원(제1선거구) |          |
| 제12대       | 우병규(禹炳奎) | 민주정의당 | 1985년 4월 11일 - 1988년 5월 29일  | 마산시 일원(제1선거구) |          |
| 제13대       | 백찬기(白璨基) | 통일민주당 | 1988년 5월 30일 - 1992년 5월 29일  | 마산시 갑: 현동, 가포동, 월영1동, 월영2동, 창포동, 월남동, 반월동, 중앙동, 완월동, 자산동, 서성동, 동성동, 부림동, 추산동, 중성동, 성호동, 교원동, 교방동, 상남1동, 상남2동, 오동동, 산호1동, 산호2동 |          |
| 제13대       | 강삼재(姜三載) | 통일민주당 | 1988년 5월 30일 - 1992년 5월 29일  | 마산시 을: 회원1동, 회원2동, 석전1동, 석전2동, 회성동, 양덕1동, 양덕2동, 양덕3동, 합성1동, 합성2동, 구암1동, 구암2동, 봉암동                                                                          |          |
| 제14대       | 김호일(金浩一) | 무소속     | 1992년 5월 30일 - 1996년 5월 29일  | 마산시 합포구 일원 |          |
| 제14대       | 강삼재(姜三載) | 민주자유당 | 1992년 5월 30일 - 1996년 5월 29일  | 마산시 회원구 일원 |          |
| 제15대       | 김호일(金浩一) | 신한국당   | 1996년 5월 30일 - 2000년 5월 29일  | 마산시 합포구 일원 |          |
| 제15대       | 강삼재(姜三載) | 신한국당   | 1996년 5월 30일 - 2000년 5월 29일  | 마산시 회원구 일원 |          |
| 제16대       | 김호일(金浩一) | 한나라당   | 당선 무효                          | 마산시 합포구 일원 |          |
| 제16대       | 김정부(金政夫) | 한나라당   | 2002년 8월 9일- 2004년 5월 29일    | 마산시 합포구 일원 |          |
| 제16대       | 강삼재(姜三載) | 한나라당   | 2000년 5월 30일- 2004년 5월 29일   | 마산시 회원구 일원 |          |
| 제17대       | 김정부(金政夫) | 한나라당   | 당선 무효                          | 마산시 갑: 구산면, 진동면, 진북면, 진전면, 현동, 가포동, 월영동, 문화동, 반월동, 중앙동, 완월동, 자산동, 동서동, 성호동, 교방동, 노산동, 오동동, 합포동, 산호동                                       |          |
| 제17대       | 이주영(李柱榮) | 한나라당   | 2006년 7월 27일 - 2008년 5월 29일  | 마산시 갑: 구산면, 진동면, 진북면, 진전면, 현동, 가포동, 월영동, 문화동, 반월동, 중앙동, 완월동, 자산동, 동서동, 성호동, 교방동, 노산동, 오동동, 합포동, 산호동                                       |          |
| 제17대       | 안홍준(安鴻俊) | 한나라당   | 2004년 5월 30일- 2008년 5월 29일   | 마산시 을: 내서읍, 회원1동, 회원2동, 석전1동, 석전2동, 회성동, 양덕1동, 양덕2동, 합성1동, 합성2동, 구암1동, 구암2동, 봉암동                                                                           |          |
| 제18대       | 이주영(李柱榮) | 한나라당   | 2008년 5월 30일 - 2012년 5월 29일  | 마산시 갑: 구산면, 진동면, 진북면, 진전면, 현동, 가포동, 월영동, 문화동, 반월동, 중앙동, 완월동, 자산동, 동서동, 성호동, 교방동, 노산동, 오동동, 합포동, 산호동                                       |          |
| 제18대       | 안홍준(安鴻俊) | 한나라당   | 2008년 5월 30일 - 2012년 5월 29일  | 마산시 을: 내서읍, 회원1동, 회원2동, 석전1동, 석전2동, 회성동, 양덕1동, 양덕2동, 합성1동, 합성2동, 구암1동, 구암2동, 봉암동                                                                           |          |

## 같이 보기
- 창원시의 국회의원
- 진해시의 국회의원
- 창원시 마산합포구의 국회의원
- 창원시 마산회원구의 국회의원